# Quill (vulkan)
Quill /ˈkwɪl/, također poznat kao Mount Mazinga, stratovulkan je smješten na otoku Sveti Eustahije (niz. Sint Eustatius) u karipskoj Nizozemskoj. Visina vrha je 601 m iznad razine mora. Također je druga najviša planina u Nizozemskoj.
Ime 'Quill' potječe od nizozemskog izraza kuil ([ˈkœyl ]), što znači 'jama' ili 'rupa', što se izvorno koristilo za vulkanski krater. Godine 1998., vlada Nizozemskih Antila je profl+glasila Quill nacionalnim parkom. Njime upravlja Zaklada nacionalnih parkova Sint Eustatius, STENAPA, koja održava brojne staze za planinare.
Quill se formirao prije između 22.000 i 32.000 godina jugoistočno od Sveti Eustahije (Statia) u Karibima. Piroklastični tokovi tijekom početne erupcije spojili su Quill s onim što je sada ostatak otoka Sveti Eustahije. Posljednja poznata erupcija, kako je utvrđeno radiokarbonskim datiranjem, dogodila se prije otprilike 1600 godina.

## Flora i fauna
Krater Quilla sadrži bujnu prašumu naseljenu domaćim i unesenim tropskim drvećem i biljkama. To uključuje slonove uši, drvene paprati, begonije, smokve, trputac, banane, bromelije, drvo trube, mahagonij, krušno drvo bez sjemenki, surinamsku trešnju, grm đumbira i jestive maline, kao i najmanje 17 različitih vrsta orhideja . Domaće životinjske vrste uključuju iguane, guštere iz porodice Dactyloidae, zmije, karipske rakove pustinjake (lat. Coenobita clypeatus), leptire, egzotične ptice i povremene koze i kokoši koje su zalutale iz obližnjeg Oranjestada.

## Vanjske poveznice
|  | Zajednički poslužitelj ima još gradiva o temi Quill (vulkan) |